# Turebylille Vindmøllepark
Turebylille Vindmøllepark er en vindmøllepark ved Turebylille, Faxe Kommune.
Vindmølleparken består af fem Vestas V117 vindmøller på en nord-sydgående linje lidt øst fra Turebylille og nordøst for Turebyholm.
De er samlet normeret til 16,95 megawatt.
Vindmølleparken åbnede i december 2016.
De er opstillet af Turebylille Vindmøllepark ApS der ejes af Christian Georg Peter Moltke og Otte Moltke gennem andre selskaber.
Under køberetsordningen var en af møllerne udbudt i andele i køberetsselskabet Turebylille Vindmøllelaug I/S, men ganske få andele blev solgt.
Offentliggjorte planer går tilbage til begyndelsen af 2010'erne hvor Rambøll udarbejdede en VVM-rapport.
I 2014 angav Taksationsmyndigheden værditab for de omkringliggende boliger til i alt lidt over 7,3 millioner kroner.